# Лярский, Алексей Петрович
Алексе́й Петро́вич Ля́рский (26 августа 1923, Москва — 8 февраля 1943, Новгородская область) — советский актёр, исполнитель роли Алёши Пешкова.

## Краткая биография
Родился в Москве. Воспитывался в семье родной тёти — Акулины Лукьяновны Лярской, у которой уже было двое родных детей — Клавдия и Василий. Проживали на ул. М. Переславская, д. 12/2, кв. 2. Жена — Ванда Францевна Гаврилова. Единственный сын — Арнольд (род. 26.11.1941).
В 1938 году был отобран на главную роль в первых двух фильмах по трилогии Максима Горького. Эта роль стала его единственной работой в кино. По окончании съёмок первой серии его премировали фотоаппаратом «Фотокор», а после завершения второй серии наградили медалью «За трудовое отличие».
В апреле 1939 года Алексей отдыхал в «Артеке».
С началом войны ушёл на фронт. После короткого периода учёбы стал наводчиком орудия и был направлен на Северо-Западный фронт в район Лычково — Любница. В составе 365-го ОПАБ (отдельного пулемётно-артиллерийского батальона) воевал на демянской земле и погиб 8 февраля 1943 года.
Похоронен в деревне Кипино Демянского района Новгородской области. Учащиеся Кипинской школы создали в ней уголок памяти А. Лярского.
Сбором материалов об Алексее Лярском занимался журналист Н. П. Добротворский. В 1976 году с его помощью Кипинской школе было присвоено звание «Кипинская школа имени Алексея Лярского». Ныне Кипинской школы нет, она слилась с другой, более крупной школой. Памятник 800 бойцам, погибшим у Кипино, ещё стоит. Там покоится и Алексей Лярский.

## Награды
- медаль «За трудовое отличие» (01.02.1939)

## Актёрские работы
- «Детство Горького» (1938) — Алёша Пешков
- «В людях» (1939) — Алёша Пешков

## Воспоминания современников
- Марк Донской, кинорежиссёр:[3]

«Детство Горького» — название первой части трилогии. А Алёша Лярский — исполнитель главной роли. Долго мы искали его. Хорошо помню эти дни. На студию приходили сотни ребят и все похожие друг на друга: курносые, голубоглазые, русоголовые. Выбрали мы Алексея Лярского, воспитанника детского дома, поразившего нас глубиной, вдумчивостью, лиричностью. Прекрасно прочитал он стихи Некрасова… Когда началась война, Алёше было всего 17. Но он пошёл на фронт добровольно и погиб.
- Варвара Массалитинова, актриса:[3]

Во время съёмок с чудесным мальчиком (Алёшей Лярским) бывали минуты незабываемые по трогательности. Много было даже пролито слёз…
- «Литературная газета», 15 июля 1938 года.:

…мы не можем забыть о том, что этот мальчик вырастет потом в богатыря. Он вглядывается пока ещё в жизнь, в людей своими зоркими глазами, присматривается, изучает пытливо… Так играет Алёшу Пешкова юный артист Алексей Лярский.